# Melaza (canción)
«Melaza» es un sencillo del grupo de hip hop chileno Tiro de Gracia. Es la cuarta canción del lado B de su álbum debut, Ser humano!!, y el último sencillo de éste, publicado en 1997. La interpreta Juan Pincel en la primera parte, y una parte de Zaturno el final, con constantes acompañamientos de Lenwa Dura. 
La composición y creación de la pista es de Adonay (Patricio Loaiza), incluyendo el particular término del producto derivado de la azúcar. Tuvo un gran éxito radial y es una de las canciones más populares del grupo hasta del día de hoy.

## Significado
El grupo dio el significado de la letra. Lenwa Dura:
"Melaza es 100% de Adonay, o sea la música...".
Juan Sativo:
"Melaza es un tema que habla de la diversión, de un poco de cuando uno conversa, habla de los humanos que van a las fiestas...".
Adonay:
"El Melaza es como simple, es como presentar a la banda ahí en la sala de ensayo, fue una volá de media hora, onda media hora, tomaron; se hicieron tres tomas y quedó bien, amí me gustó como quedó ese video...".

## Video musical
La versión oficial fue en blanco y negro con varios efectos, aunque se lanzó una promocional sin editar y en color. El videoclip, como decía Adonay, fue bastante sencillo, sin una gran producción o elaboración. Se hizo en el estudio de grabación de la banda, como si estuvieran en plena grabación, y con aproximadamente 3 tomas y 00:30 minutos de trabajo ya estaba listo.